# Anaphalis virgata
Anaphalis virgata là một loài thực vật có hoa trong họ Cúc. Loài này được Thomson mô tả khoa học đầu tiên năm 1876.